# STRIP (單曲)
〈STRIP〉為日本歌手倖田來未的第8張數碼單曲，於2019年10月16日發行。

## 解説
- 與前作〈OMG〉相隔僅5日發行的新單曲，並繼續線上下載限定形式發行。
- 本作為東海電視台・富士電視台連續劇《莉香（日语：リカ (小説)）》主題曲[1]，倖田來未亦以本人身份客串劇集第6集的演出，為她相隔約8年以來再次於電視劇亮相[2]。
- 倖田指在收到電視劇的商業搭配前已經創作好歌曲，因此歌詞純粹以呈現「典型的『倖田來未』小性感世界觀」而創作[3]。
- 歌曲的電視劇剪輯版音樂錄影帶其後於YouTube公開，而原版錄影帶則收錄於《KODA KUMI LIVE TOUR 2019 re(LIVE) -Black Cherry- & -JAPONESQUE-（日语：KODA KUMI LIVE TOUR 2019 re(LIVE) -Black Cherry- & -JAPONESQUE-）》限定生產盤附送的DVD[4]。

## 收錄曲
| 線上下載 | 線上下載 | 線上下載 | 線上下載             | 線上下載 |
| 曲序     | 曲目     |          | 作曲                 | 时长     |
| -------- | -------- | -------- | -------------------- | -------- |
| 1.       | STRIP    | 倖田來未 | DWB Katerina Bramley | 3:32     |

## 資料來源
1. ↑  . 人民網. 2019-11-13  [2020-01-04].
2. ↑  . ザテレビジョン. 2019-11-08  [2021-01-24] （日语）.
3. ↑  . mu-moショップ. 2019-10-21  [2021-01-24]. （原始内容存档于2021-01-30） （日语）.
4. ↑  . HMV.   [2021-01-24] （日语）.

## 外部連結
- 倖田來未數碼單曲〈STRIP〉介紹頁面（日語）